# Bolan's Zip Gun
Bolan's Zip Gun è il decimo album discografico del gruppo musicale rock britannico T. Rex, pubblicato nel 1975. Il disco è prodotto dall'autore e vocalist Marc Bolan, dopo l'addio di Tony Visconti.

## Tracce
Tutte le tracce sono di Marc Bolan.
1. Light of Love – 3:16
2. Solid Baby – 2:37
3. Precious Star – 2:53
4. Token of My Love – 3:40
5. Space Boss – 2:49
6. Think Zinc – 3:25
7. Till Dawn – 3:02
8. Girl in the Thunderbolt Suit – 2:20
9. I Really Love You Babe – 3:33
10. Golden Belt – 2:41
11. Zip Gun Boogie – 3:26

## Gruppo
- Marc Bolan - voce, chitarra, synth
- Mickey Finn - percussioni
- Dino Dines - tastiere
- Gloria Jones - cori, clavinet
- Steve Currie - basso
- Harry Nilsson - cori
- Davy Lutton - batteria
- Paul Fenton - batteria
- Bill Legend - batteria